# Canaanland
Canaanland ist der Name des Geländes der Winners’ Chapel (Living Faith Church), einer evangelikalen Megachurch in Ota, im nigerianischen Bundesstaat Ogun.
Das bei seiner Eröffnung im Jahr 1999 etwa 228 ha große Gelände ist inzwischen auf über 2000 ha ausgedehnt worden. Darauf befinden sich das Hauptquartier der Winners’ Chapel, das Kirchengebäude selbst, genannt Faith Tabernacle, eine Universität – die Covenant University –, eine Akademie, eine Schule – die Faith Academie Secondary School – und eine Grundschule. Verschiedene Unternehmen, die von der Kirche betrieben werden, sind ebenfalls auf dem Gelände angesiedelt, darunter ein Verlag, eine Getränkeabfüllung, eine Bäckerei, Restaurants und Kaufhäuser, vier Banken und verschiedene Wohnkomplexe für 2000 Angestellte der Kirche, sowie 9000 Studenten. Das Faith Tabernacle, mit einer Kapazität von 50.000 Sitzplätzen, wurde 1999 innerhalb von zehn Monaten erbaut und gehört zu den zehn größten Kirchengebäuden der Welt.
Um die unzähligen Besucher, die sonntags zum Gottesdienst kommen, zu transportieren, werden 350 Shuttlebusse eingesetzt. Jährlich in der zweiten Dezemberwoche findet ein Event statt, das sich Shiloh nennt und zu dem sich bis zu einer Million Teilnehmer aus Nigeria und der ganzen Welt einfinden. Der Gründer der Winners’ Chapel, David Oyedepo, behauptet, diese Versammlung auf göttliches Geheiß einzuberufen.